# Мэйфилдское викариатство
Мэйфилдское викариатство — викариатство Восточно-Американской епархии Русской Православной Церкви Заграницей.

## История
Учреждена решением Архиерейского Собора Русской Православной Церкви Заграницей от 15 мая 2008 года для помощи правящему архиерею Восточно-Американской епархии по управлению епархией.
Местопребыванием епископа была определена Крестовоздвиженский монастырь в Уэйне, штат Западная Вирджиния.

## Епископы
- 7 декабря 2008 — 7 октября 2014 — Георгий (Шейфер)